# کلگری ۹۶۱۹۲
سیارک ۹۶۱۹۲ (به انگلیسی: 96192 Calgary، نامگذاری:1991TZ15) نود و شش هزار و صد و نود و دومین سیارک کشف شده‌است که در ۶ اکتبر ۱۹۹۱ کشف شد.